# Don Airey

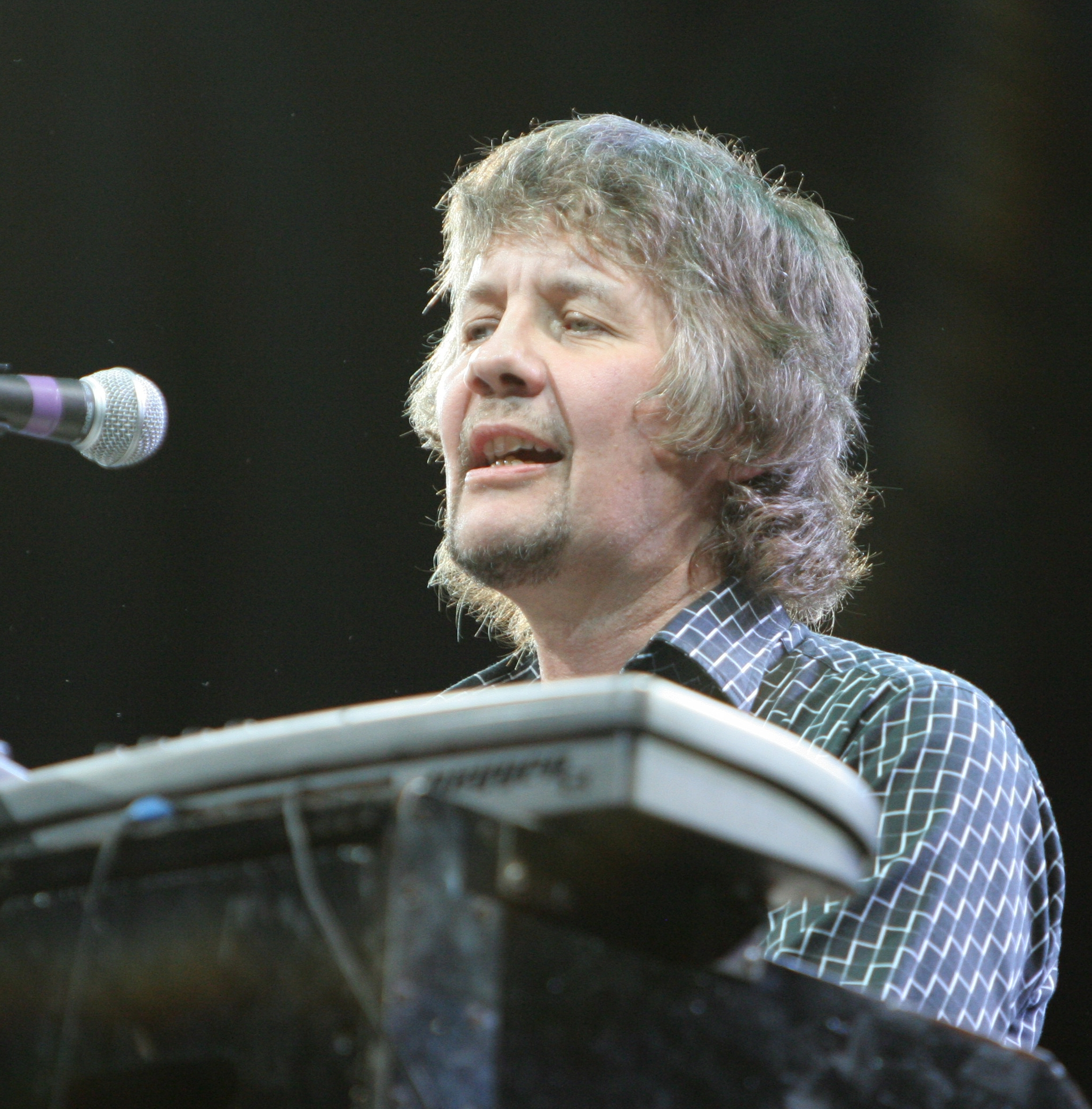
Don Airey

Donald Smith "Don" Airey (Sunderland, Engeland, juni 1948) is een keyboard-speler die veelal als sessiemuzikant wordt ingehuurd door hardrockbands. Hij genoot een klassieke opleiding op het hammondorgel.
Airey werd professioneel muzikant in 1972 met een eigen band. Hij brak echter door bij Cozy Powells Hammer, waarin hij met Frank Aiello, Bernie Marsden en Neil Murray samenwerkte. Het bleek een hechte vriendengroep die (ook na het overlijden van Cozy Powell in 1998) nog veel met elkaar in contact kwam. 
Na een periode in Gary Moores begeleidingsband trad hij toe tot Ritchie Blackmores Rainbow, waar Cozy Powell de drummer van was. 
Tijdens zijn drie jaar bij Rainbow speelde hij ook mee op het debuutalbum van Michael Schenker, op Cozy Powells soloalbum "Over The Top" en op ex-Black Sabbath-zanger Ozzy Osbournes album "Bark at the Moon". Bij Osbourne zou hij zo'n 4 jaar blijven maar bleef ook deeltijds lid van Gary Moores band.
Begin de jaren 90 stopte Airey met toeren vanwege ziekte van zijn zoon, hij bleef echter wel veel als sessiemuzikant actief.
In 1996 tourde hij met Electric Light Orchestra waarin hij Louis Clark verving. Na diens terugkeer werkte Airey regelmatig met Uli Jon Roth, tot hij toetrad tot The Company of Snakes van Micky Moody en Bernie Marsden. 
In 1997 werkte Airey mee aan het Eurovisiesongfestival met de winnende groep Katrina and the Waves en dirigeerde er ook het orkest tijdens hun uitvoering van "Love Shine a Light", waarvoor hij ook de orkestratie deed. In 2001 speelde hij korte tijd als vervanger van de zieke Jon Lord in Deep Purple. Lord stapte eind 2002 uit de band en Airey werd vast bandlid.

## Discografie

### Solo
- 1989 - Don Airey - K2: Tales of Triumph and Tragedy
  - 1989 - Don Airey - Julie (if you leave me) (7")
- 2008 - Don Airey - A Light in the Sky
- 2011 - Don Airey - All out
- 2014 - Don Airey - Keyed up
- 2018 - Don Airey - One of a kind

### Met andere artiesten
- - 1974 - Cozy Powell - Na Na Na (single)
  - 1974 - Cozy Powell - The Man in Black (single)
- 1976 - Babe Ruth - Kid's Stuff
- 1976 - Colosseum II - Strange new flesh
- 1977 - Colosseum II - Electric Savage
- 1977 - Colosseum II - War Dance
  - 1977 - Colosseum II - Lament (single)
- 1977 - Gary Moore - Back on the streets (uitgebracht in 1979)
- 1977 - Andrew Lloyd Webber - Variations
- 1978 - Jim Rafferty - Don't talk back
- 1978 - Strife - Back to thunder
- 1978 - Barbara Thompson - Jubiaba
- 1978 - Black Sabbath - Never Say Die
- 1979 - Rainbow - Down to Earth
  - 1979 - Rainbow - Since you been gone (single)
  - 1979 - Rainbow - All night long (single)
- 1979 - Cozy Powell - Over the top
  - 1979 - Cozy Powell - The One (single)
- 1979 - Jim Rafferty - Solid Logic
  - 1979 - Jim Raffertey - The Bogeyman (single)
- 1980 - Michael Schenker - Michael Schenker Group
- 1980 - Michael Schenker - Essential (compilatie)
- 1980 - Michael Schenker - Into the Arena 1972-1995 (compilatie)
- 1980 - Bernie Marsden - And about time too
- 1981 - Ozzy Osbourne - Blizzard of Ozz
- 1981 - Cozy Powell - Tilt
- 1981 - Rainbow - Difficult to Cure
  - 1981 - Rainbow - I Surrender (single)
  - 1981 - Rainbow - Can't happen here (single)
- 1981 - Rainbow - Final Vinyl (compilatie 1986)
- 1981 - Rainbow - All night long / an introduction to Rainbow (compilatie 2002)
- 1982 - Gary Moore - Corridors of power
- 1982 - Gary Moore - Rockin' Every Night
- 1982 - Project Wind in the Willows - Wind in the Willow (uitgebracht 1985 met extra op CD 1998)
- 1983 - Ozzy Osbourne - Bark at the moon
  - 1983 - Ozzy Osbourne - Bark at the moon (single)
- 1983 - Gary Moore - Live at the Marquee
  - 1984 - Gary Moore - Dirty Fingers
- 1985 - Alaska - The Pack
- 1985 - Phenomena - Phenomena
- 1985 - Gary Moore - Wild Frontier
- 1986 - Zeno - Zeno
- 1986 - Gilbert O'Sullivan - Frobisher Drive
- 1987 - Thin Lizzy - Soldier of Fortune
- 1987 - Whitesnake - 1987
- 1987 - Divlje Jagode - Wild Strawberries
- 1987 - Fastway - On Target
- 1987 - Helix - Wild in the street
- 1988 - Jethro Tull - 20 Years of
- 1989 - Gary Moore - After the war
- 1989 - Whitesnake - Slip of the tongue
- 1990 - Blonde on Blonde - Perfect Crime
- 1990 - Jagged Edge - You don't love me
- 1990 - Fastway - Bad Bad Girls
- 1990 - Judas Priest - Pain Killer
- 1990 - Forcefield - IV - Let the wild run free
- 1990 - Tigertailz - Bezerk
- 1991 - Project Wind in The Willows - Live
- 1992 - Cozy Powell - Let the wild run free
- 1992 - UFO - High stakes & dangerous men
- 1992 - Anthem - Domestic booty
- 1992 - Kaizoku - Kaizoku
- 1993 - Brian May - Back to the Light
- 1994 - Graham Bonnet - Here comes the night
- 1994 - English Steel - II - Lucky Streak
- 1994 - The Kick - Tough trip thru Paradise
- 1994 - Gary Moore - Still got the blues
- 1994 - Katrina and the Waves - Turn around
- 1996 - Aquarium - Aquarium
- 1996 - Tribute to Hank Marvin & The Shadows - Twang
- 1997 - Quatarmass II - Long road
- 1997 - Glen Tipton Baptizm of fire
- 1998 - Colin Blunstone - The light inside
- 1998 - Crossbones - Crossbones
- 1998 - The Cage - The Cage
- 1998 - Olaf Lenk - Sunset Cruise
- 1998 - Eddie Hardin - Wind in the willows (live)
- 1998 - The Snakes - Live in Europe
- 1999 - Millennium - Millennium
- 2000 - Micky Moody - I eat them for Breakfast
- 2000 - Silver - Silver
- 2000 - Uli Jon Roth - Transcendental Sky Guitar
- 2000 - Olaf Lenk's F.O.O.D. - Fun Stuff
- 2000 - Company of Snakes - Burst The Bubble
- 2000 - Ten - Babylon AD
- 2001 - Mario Fasciano - E-Thnic
- 2001 - Judas Priest - Demolition
- 2001 - Silver  - Dream Machines
- 2001 - (Rolf Munkes') Empire - Hypnotica
- 2001 - Company of Snakes - Here they go again
- 2002 - Metalium - Hero Nation - Chapter Three
- 2002 - Bernie Marsden - Big Boy Blue
- 2002 - Bruce Dickinson - Tattooed Millionaire
- 2002 - Empire - Trading Souls
- 2003 - Living Loud- Living Loud
- 2003 - Silver - Intruder
- 2003 - Uli Jon Roth - Metmorphosis
- 2005 - Deep Purple - Rapture of the deep
- 2006 - Empire - Raven Ride
- 2006 - Oni Logan - Stranger in a Foreign Land
- 2006 - Gary Moore - Old New Ballads Blues
- 2007 - Gillian Glover - Red Handed
- 2007 - Empire - Chasing Shadows
- 2007 - Gwyn Ashton - Prohibition
- 2007 - Metalium - Demons of Insanity - Chapter Five
- 2013 - Deep Purple - Now What?!
- 2020 - Deep Purple - Whoosh!

Ian Paice · Roger Glover · Ian Gillan · Steve Morse · Don Airey

Jon Lord † · Ritchie Blackmore · Rod Evans · Nick Simper · David Coverdale · Glenn Hughes · Tommy Bolin † · Joe Lynn Turner · Joe Satriani
- Bibsys: 14043249
- Bibliothèque nationale de France: cb141485617 (data)
- Gemeinsame Normdatei: 13431185X
- International Standard Name Identifier: 0000 0001 1450 7142
- Library of Congress Control Number: n85072601
- MusicBrainz: 7bec6cd1-9602-400c-ab05-47e2d83bdf3d
- Nationale Bibliotheek van Tsjechië: xx0064888
- Nationale Bibliotheek van Israël: 987007420499505171
- Nationale en Universitaire bibliotheek Zagreb: 000068046
- Système universitaire de documentation: 162199708
- Virtual International Authority File: 85721927
- WorldCat: E39PBJxRGGjTfcYDgjyKYVhfv3